# Anomala undulata
Anomala undulata är en skalbaggsart som beskrevs av Melsheimer 1845. Anomala undulata ingår i släktet Anomala och familjen Rutelidae.

## Underarter
Arten delas in i följande underarter:
- A. u. varians
- A. u. brasiliensis
- A. u. aeneipennis
- A. u. collaris
- A. u. espiritosantensis
- A. u. peruviana